# Borse van Amsterdam

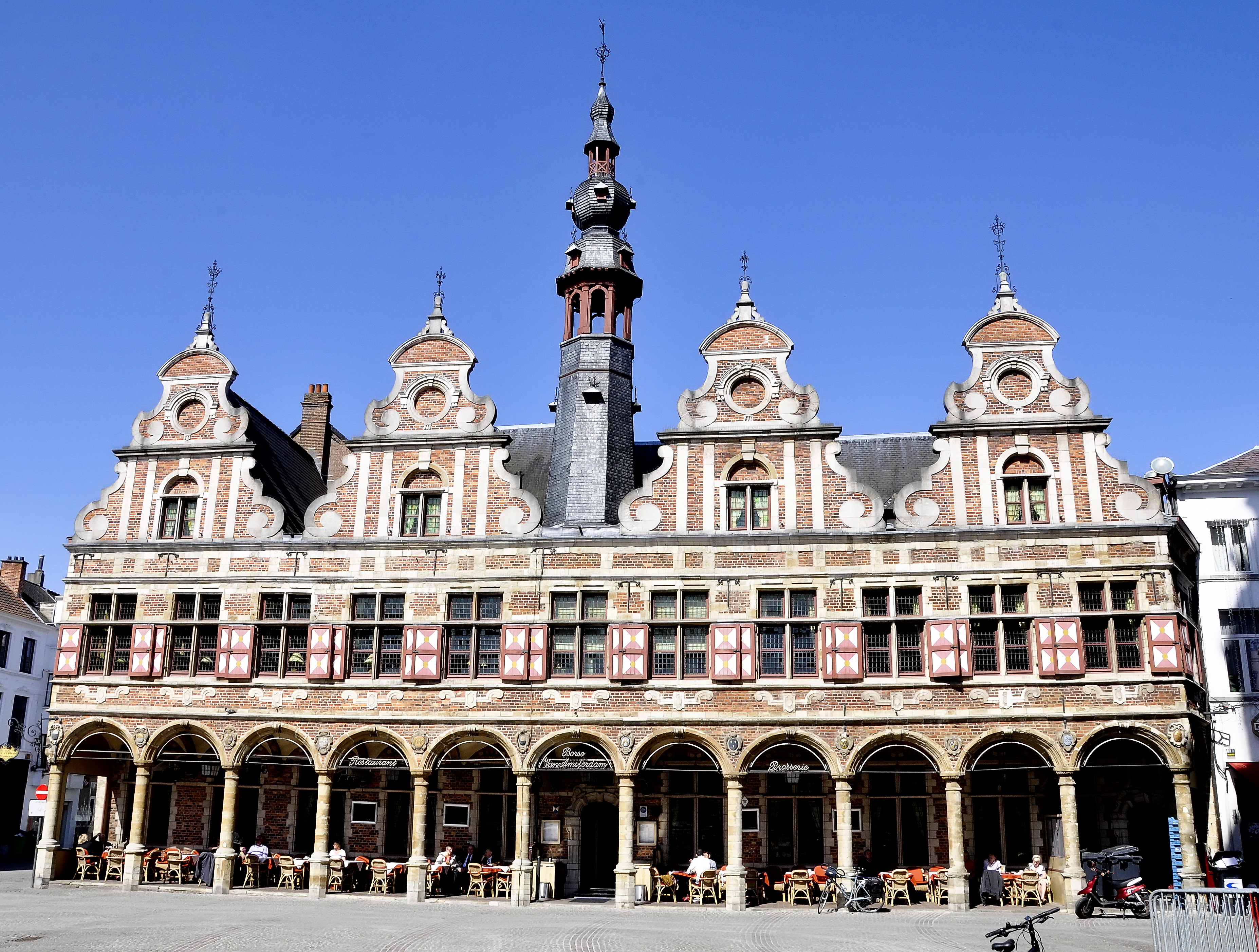

De Borse van Amsterdam of Beurs van Amsterdam is een historisch pand op de Grote Markt in de Belgische stad Aalst. Op de plaats van de huidige Borse stond in de late middeleeuwen het Vleeshuis. De huidige Borse van Amsterdam werd in 1630 gebouwd, in een laat-renaissancebouwstijl met open galerij in bak- en zandsteen. 

## Geschiedenis
De Gilde van Vleeshouwers ontving in 1391 van het Aalsters stadsbestuur grond voor de bouw van een vleeshuis. Het pand bleef tot 1629 in gebruik. Toen moest het ontruimd worden, evenals enkele belendende panden om de vergroting van het marktplein van de Grote Markt mogelijk te maken. 
Het huidige bouwwerk werd opgetrokken tussen 1630 en 1634, onder bouwmeester Jan du Can of Gaspar Van der Moesen. In het gebouw vonden een wacht van gerechtsdienaars, een leenhof en een wezenkamer hun plaats.
In 1663 verkochten de Wezenmeesters hun zaal aan de Rederijkerskamer van de Heilige Barbara., de kamer werd voortaan aangeduid als Barbarakamer, de toren kreeg toen de naam van Barbaratoren. De toren was evenwel in slechte staat en moest in 1683 afgebroken worden. De Barbaristen, later gekend als Catharinisten behielden hun deel van het gebouw tot het einde van de 18e eeuw. 
In 1683 en na de brand van 1743 werd het gebouw hersteld en verbouwd.  In 1788 werd in de rechterhelft een herberg gevestigd met de naam "De Vetzak". Die naam zou later gewijzigd worden in "Borse van Amsterdam", een benaming die voor het eerst vermeld werd in 1829. De naam zou verwijzen naar de afspanning op de handelsroute Rijsel-Amsterdam, maar het is waarschijnlijk dat de naam werd ingegeven door de opvallende gelijkenis van de zuilengalerij met die van de oude beurs van Amsterdam.
In de 19e eeuw veranderde het bouwwerk regelmatig van eigenaar en gebruikers, maar de gerechtsdienaren, later politiewacht, wachthuis en politiecommissariaat bleef tot het einde van de 19e eeuw, tot 1898, in de Borse gevestigd.
Rond 1863, ten tijde van Daens, werd het bouwwerk aangekocht door de behoudsgezinde Katholieke Partij ("Eendracht: Catholieke kring - L'Union cercle catholique") met als boegbeeld Charles Woeste om er een verenigingslokaal in onder te brengen, waar concerten en conferenties georganiseerd konden worden en de kringleden goede lectuur konden ontlenen. 
In 1908 werd het bouwwerk gerestaureerd. De lantaarntoren of Barbaratoren, na verval afgebroken in 1683, werd in 1908 gereconstrueerd, onder toezicht van de stadsarchitect Jules Goethals. 
Als Beurs van Amsterdam werd het bouwwerk erkend en beschermd als monument van onroerend erfgoed op 27 september 1945. De Borse werd grondig gerestaureerd tussen 1949 en 1951, nadien werd in de Borse van Amsterdam een restaurant gevestigd.

## Afbeeldingen

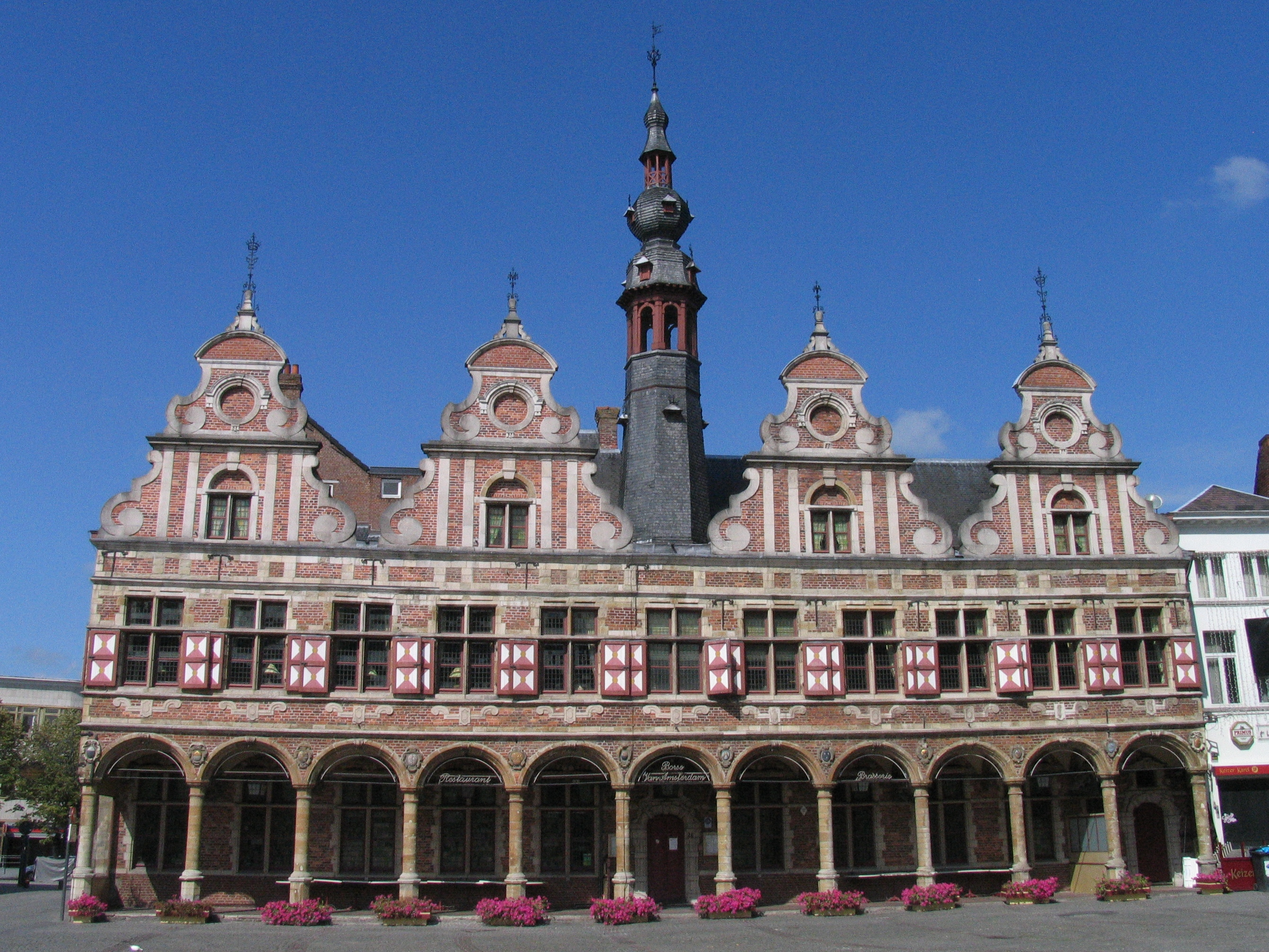
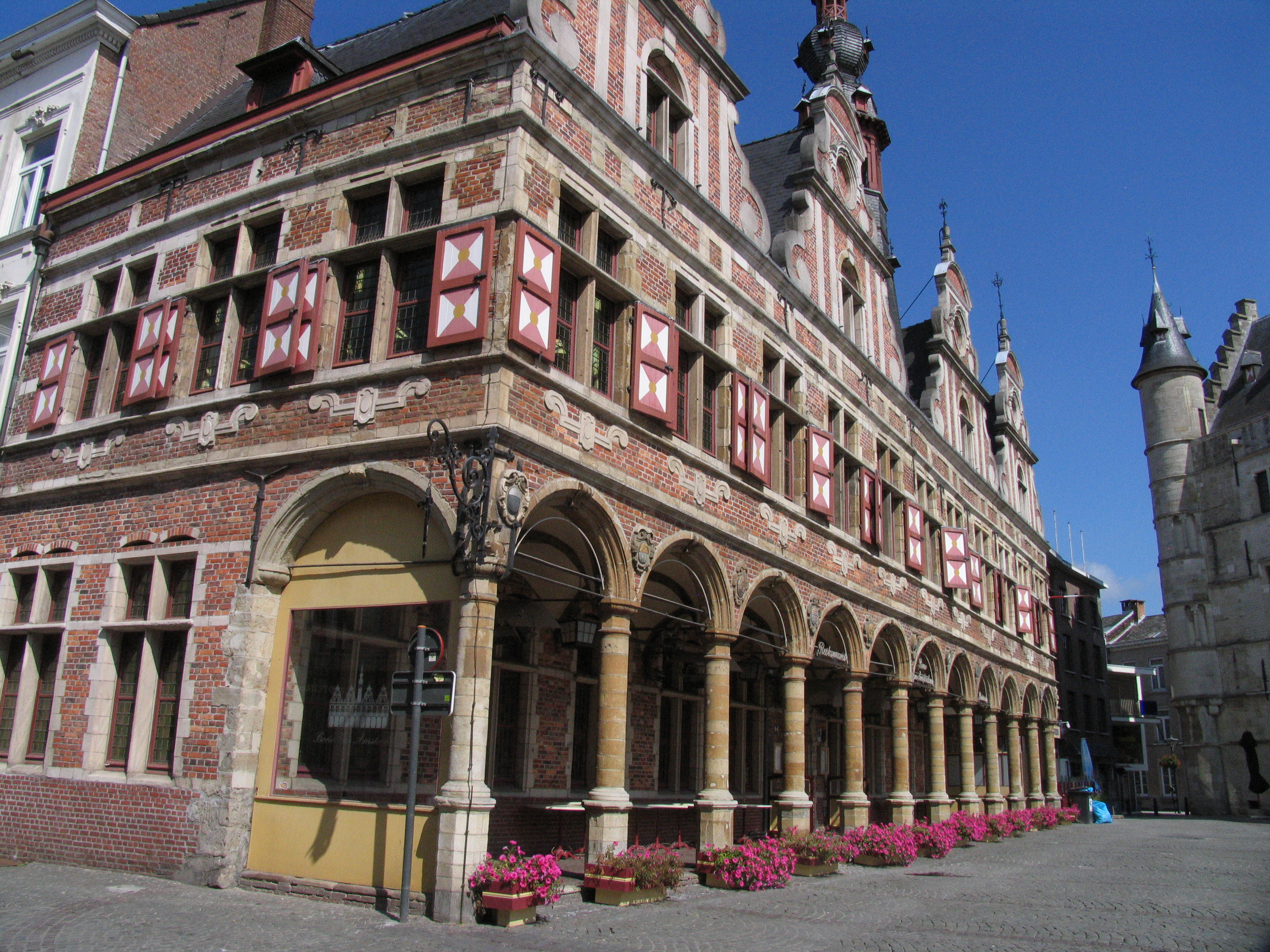
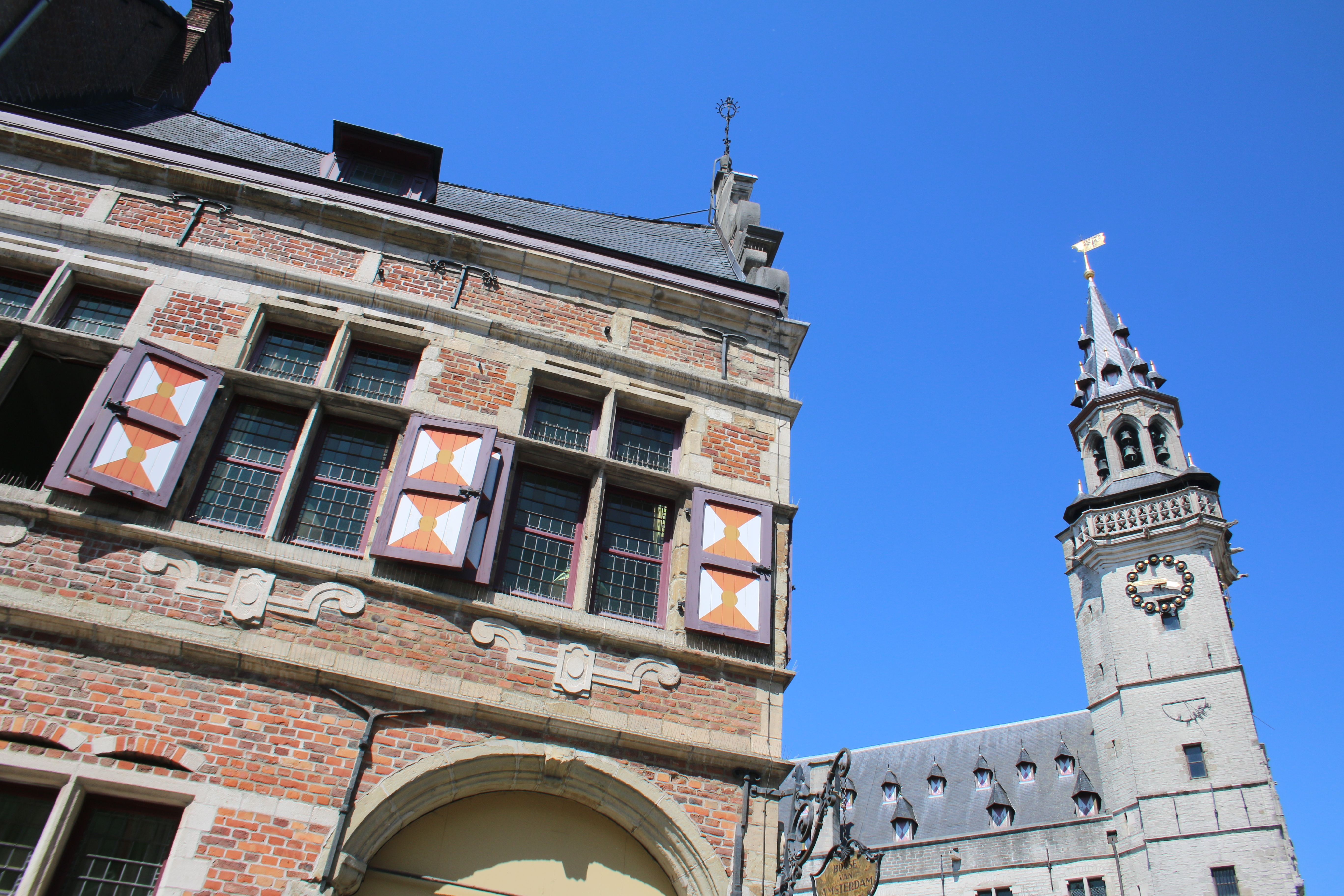
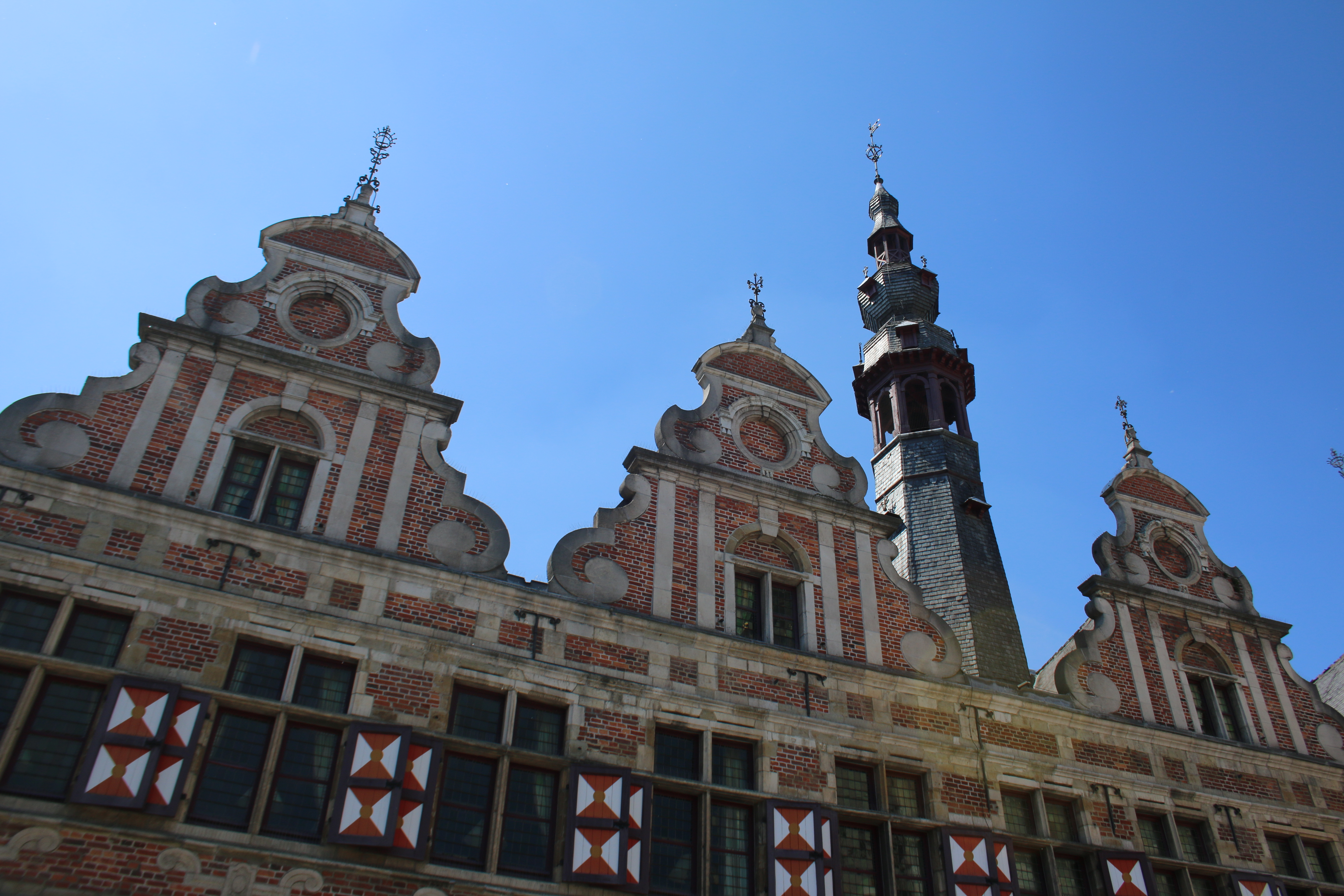